# Zehnacker
Zehnacker – miejscowość i gmina we Francji, w regionie Grand Est, w departamencie Dolny Ren.
Według danych na rok 1990 gminę zamieszkiwało 128 osób, a gęstość zaludnienia wynosiła 59 osób/km² (wśród 903 gmin Alzacji Zehnacker plasuje się na 698. miejscu pod względem liczby ludności, natomiast pod względem powierzchni na miejscu 663.).